# Peter Baldwin (director)
Peter Baldwin (11 de enero de 1931 - 19 de noviembre de 2017) fue un director, productor, actor y guionista estadounidense para televisión.
Baldwin comenzó su carrera en Paramount Studios. Interpretó el papel de Johnson en Stalag 17. Finalmente se convirtió en director de televisión con un currículum extenso. Ganó un Premio Emmy en 1988 por la serie de televisión The Wonder Years. Falleció en Pebble Beach, CA a los 86 años.